# Asteromella lupini
Asteromella lupini är en svampart som först beskrevs av Ellis & Everh., och fick sitt nu gällande namn av Franz Petrak 1955. Asteromella lupini ingår i släktet Asteromella, klassen Dothideomycetes, divisionen sporsäcksvampar och riket svampar.   Inga underarter finns listade i Catalogue of Life.